# ماجد المهندس
ماجد المهندس (25 تشرين الأول/أكتوبر 1971)، مغني عراقي، يحمل الجنسية السعودية منذ 2010.

## حياته
هو ماجد عبد الامير عذير إسماعيل العتابي والمشهور بماجد المهندس حيث ولد في العاصمة العراقية بغداد لعائلة مسلمة تنحدر من الكوت في محافظة واسط وعاش وتربى في مدينة الثورة حي الجميلة لديه ثلاثة أخوه وأختان
بدأ العمل إلى جانب أبيه في مهنة الخياطة بمحله “المقص الذهبي” في سوق الكيارة، إلى أن شعر بأنّ ثمّة إحساساً كبيراً في داخله مستعدّ لأن يتفجّر في أي لحظة، فتمرّد على واقعه وهرب من منزله ومن ثمّ سافر إلى الأردن بعد معارضة والده الشديدة لدخول المجال الفني.
ترك دراسة هندسة ميكانيك الطيران، لولعه الشديد بالفن والغناء، لقّب نفسه بماجد المهندس. من منزله ليسكن في فندق شعبي ولم تفلح جهود والدته في اقناعه بالعودة إلى البيت وخوفا من الرضوخ لتوسلاتها سافر إلي الأردن ليغني في أحد المطاعم حتى جمع مبلغا من المال اشتري به عوداً ليعزف عليه وسيارة جديدة إلا أنه تلقى صدمة، عندما تقدم للحصول على اجازة الغناء بالإذاعة وخلال الاختبار فاجأته لجنة التحكيم بأنه لا يصلح للغناء مما جعله يعكف على دراسة أصول الموسيقى 
تلقى علوم الموسيقى خارج معاهد العراق· وقد تقدم للجنة اختبار الأصوات في الإذاعة العراقية، وكانت النتيجة تزكيته من أساتذة كبار منهم حسن الشكرجي، وياسين الراوي، وخليل إبراهيم، وعادل الشيمي، ومحمد نوشي· ومذاك اعتمد مطرباً شاباً في الإذاعة والتلفزيون العراقي·

### حياته الأسرية
تزوج من سيدة تونسية تحمل الجنسية الفرنسية وتقيم في فرنسا ثم انفصل عن زوجته بعد أن أنجب منها ابنه محمد، وقد رفعت ضده دعوى للحصول على الحضانة الكاملة للطفل، ترك ذلك أثراً كبيراً في قلبه فطلب من صديق له كتابة كلمات أغنية (حبك قتلني محمد) 
.

## مشواره المهني
- بداياته كانت في العام 1991 مع أغنية «المشكلة». أحب الموسيقى والغناء من صغره وتأثر بناظم الغزالي وسعدون جابر، غادر العراق إلى الأردن مع صديقه الشاعر عزيز الرسام بحثًا عن حلم النجومية، فسافرا لكن صديقه تركه وطلب حق اللجوء السياسي إلى أستراليا ولم يعلمه بذلك، ما اضطره للعمل في محل «خياطة» والنوم فوق الطاولة التي يكوي الملابس عليها، حتى لا يموت من الجوع، إلى أن اشترى أول «عود» ليتدرب عليه وينمي موهتبه، إلاّ أنّه لم يجد في الغربة ما كان يؤول إليه، إذ لا شركات إنتاج تستقبله ولا أيادي نظيفة تحتضنه ما جعله مضطراً للعودة إلى العمل كخيّاط نهارا ً ومطرب وعازف على العود ليلاً في أحد الملاهي.[14][15][16] التقى بالفنان فائق حسن الذي دعمه وأصبح مدير أعماله لاحقا.
- انطلاقته الفنية كانت مع شركة الخيول حيث أنتجت له أول أعماله الفنية وأصدر معها أربعة ألبومات، وذاع صيته في البلدان العربية·
- كانت مشاركته الأولى في مهرجان الأغنية العربية في المنامة عام 2001 نقطة انطلاق بعد فوزه بالجائزة الأولى للأغنية العربية، ومن ثم مهرجان الأردن· وتتالت المشاركات والمهرجانات التي قدمتنه للجمهور، إلى أن أقام بشكل دائم في الإمارات[17]
- انتقل لشركة روتانا لمالكها الأمير الوليد بن طلال للصوتيات حيث ازدادت شهرته الفنية. أطلق عليه جمهوره ومحبيه من كافة دول العالم العربي اسم أمير الغناء العربي وصاحب الصوت ألماسي..
- في كانون الأول/ديسمبر 2022 شارك في تحكيم برنامج سعودي آيدول على قناة MBC 1.[18]

### تجربته في التمثيل
عام 2007 في مسلسل (راجل وست ستات) بجزئه الأول مع الفنان أشرف عبد الباقي

### حصوله على الجنسية السعودية وإثارة الجدل
حصل على الجنسية السعودية في عام 2010 بمكرمة ملكية من الملك عبدالله بن عبدالعزيز آل سعود، ولم يتنازل عن الجنسيه العراقية. بعدما حظي بثقة الشاعر خالد التويجري فتم الاستعانة به لتلحين أوبريت الجنادريه 31 لكاتبها الشاعر ساري 
أثار حصوله على الجنسية السعودية غضب وهجوم الجمهور العراقي واعتبره البعض تخليه عن جنسيته وعن بلده العراق ورد عليهم قائلا:

أثار غضب الجمهور العراقي في حفل فني له حيث قام بتقبيل العلم السعودي ووضعه حول رقبته فيما كان العلم العراقي موضوعا على لوح النوتات الموسيقية الذي أمامه موضحا 

### اختياره وجها إعلانيا
عام 2014 اختير سفيراً لساعة معوض الرجالية الفاخرة «غراند إليبس» أولى مجموعات الساعات التي تحمل توقيع الدار 

## ألبومات
| الألبوم           | عدد الأغاني      | تاريخ الإصدار               | المنتج      |
| ----------------- | ---------------- | --------------------------- | ----------- |
| مو بس حبك         | 10 أغاني         | 2000                        | شركة الخيول |
| أنت اتجنن         | 8 أغاني          | 2001                        | شركة الخيول |
| دقات قلبي         | 10 أغاني         | 2002                        | شركة الخيول |
| واحشني موت        | ألبوم واحشني موت | 7 شباط 2005                 | روتانا      |
| إنجنيت            | 14 أغنية         | 25 تشرين الأول/أكتوبر 2006  | روتانا      |
| انسى              | 16 أغنية         | 28 أيار 2008                | روتانا      |
| أذكريني           | 12 أغنية         | 20 أيلول/سبتمبر 2009        | روتانا      |
| أنا وياك          | 17 أغنية         | 30 أيلول/سبتمبر 2012        | روتانا      |
| ماجد المهندس 2015 | 6 أغاني          | 11 تشرين الثاني/نوفمبر 2015 | روتانا      |
| الدنيا دوارة      | 24 أغنية         | 6 كانون الثاني/يناير 2018   | روتانا      |
| شهد الحروف        | 10 أغاني         | 4 كانون الثاني/يناير 2020   | روتانا      |
| واحش الدنيا       | 15 أغنية         | 13 أيار/مايو 2021           | روتانا      |
| مشتاقلك           | 4 أغاني          | 5 يناير 2022                | روتانا      |
| بديت اطيب         | 9 أغاني          | 24 فبراير 2023              | روتانا      |
| شاطي البحر        | 4 أغاني          | 27 ديسمبر 2024              | روتانا      |

## فيديو كليبات
| الأغنية                                  | المخرج           | المنتج               |
| ---------------------------------------- | ---------------- | -------------------- |
| الجو                                     | فادي حداد        | روتانا               |
| وعرفتك                                   | نهاد أوداباشي    | روتانا               |
| واحش الدنيا                              | فائق حسن         | روتانا               |
| يلي أحبك موت                             | وليد ناصيف       | روتانا               |
| شهد الحروف                               | سعيد الماروق     | روتانا               |
| حكم ضميرك                                | عبد الإله الدليم | روتانا               |
| أنا أنا بمشاركة راشد الماجد، وليد الشامي | بسام الترك       | روتانا               |
| فهموه                                    | سعيد الماروق     | روتانا               |
| ليطمئن قلبي                              | سعيد الماروق     | روتانا               |
| أعترف بمشاركة آمال ماهر                  | عمر فاروق ساراك  | روتانا               |
| أوبريت عظيم الحزم                        | أدهم عبد الوهاب  | روتانا               |
| وحشتيني                                  | فائق حسن         | روتانا               |
| لا أبد عادي                              | فادي حداد        | روتانا               |
| أنا بلياك                                | فادي حداد        | روتانا               |
| تسألني                                   | فادي حداد        | روتانا               |
| ما عاد باقي                              | فادي حداد        | روتانا               |
| ليت لي                                   | فائق حسن         | روتانا               |
| أنا حنيت                                 | فائق حسن         | روتانا               |
| سحرني حلاها                              | أحمد الدوغجي     | روتانا               |
| ندامة                                    | وليد ناصيف       | روتانا               |
| مو على كيفك                              | عادل سرحان       | روتانا               |
| شلونك حبيبي                              | فائق حسن         | روتانا               |
| كل كلمة                                  | وليد ناصيف       | روتانا               |
| ميجنا                                    | وليد ناصيف       | روتانا               |
| قوم درجني                                | عادل سرحان       | روتانا               |
| أنسى                                     | وليد ناصيف       | روتانا               |
| أقدر                                     | تولاي أبيك       | روتانا               |
| تفرج يا عراق                             | فائق حسن         | روتانا               |
| لاهدت نفسي                               | فائق حسن         | روتانا               |
| بين إيديا                                | عادل سرحان       | روتانا               |
| صباح الخير يا لبنان                      | فائق حسن         | روتانا               |
| واحشني موت                               | فائق حسن         | روتانا               |
| أتوسل بيك                                | فائق حسن         | روتانا               |
| قوة قوة                                  | تولاي أبيك       | روتانا               |
| على مودك                                 | فائق حسن         | روتانا               |
| دقات قلبي                                | تولاي أبيك       | الخيول، art الموسيقى |
| مو بس أحبك                               | حسين دعيبس       | الخيول               |
| ما نسينا                                 | حسين دعيبس       | الخيول               |
| إنت تجنن                                 | حسام حجاوي       | الخيول               |
| غنيلي                                    | حسين سليم        | الخيول               |
| المشكلة                                  | غير معروف        | تلفزيون الشباب       |

### جلسة مصورة
| الأغنية           | المخرج       | المنتج |
| ----------------- | ------------ | ------ |
| الله حسيبك        | أحمد الدوغجي | روتانا |
| أكثر من اللازم    | أحمد الدوغجي | روتانا |
| أرجوك جفت دموعي   | أحمد الدوغجي | روتانا |
| أرسل سلامي        | أحمد الدوغجي | روتانا |
| هل دمعي           | أحمد الدوغجي | روتانا |
| هنيكم بصدوركم     | أحمد الدوغجي | روتانا |
| ليه يا حبيب الروح | أحمد الدوغجي | روتانا |
| قديمك نديمك       | أحمد الدوغجي | روتانا |
| يا علي            | أحمد الدوغجي | روتانا |
| يا عطاشى          | أحمد الدوغجي | روتانا |
| سيدي قوم          | أحمد الدوغجي | روتانا |
| يا زين راح الوقت  | أحمد الدوغجي | روتانا |
| طول بالك          | أحمد الدوغجي | روتانا |
| أرسلت لك يا عزوتي | أحمد الدوغجي | روتانا |

## أغانيه الوطنية
قدم العديد من الأغاني الوطنية لبلديه العراق والسعودية ولغير بلدان مثل لبنان وفلسطين، من بين أغنياته الوطنية: تفرج يا عراق، جنة جنة، بلد الحبايب، لا تبكين يا غزة، صباح الخير يا لبنان، ويا وطنا. حيث شارك بعدها بأوبريت الضمير العربي الذي ضم العديد من المغنين العرب. قام المهندس بإعادة احياء العديد من الأغاني من التراث العراقي مثل: جنة جنة جنة وميجنا.
و أغاني وطنية للسعودية مثل: أغنية «وحدة وطن» في افتتاح مهرجان الجنادرية في دورته الخامسة والعشرين عام 2010. و«أبشرك حنّا بخير وسلامة» بمناسبة نجاح العملية الجراحية للملك عبد الله التي أجراها في الولايات المتحدة الأمريكية، وأغنية «الله يعز الدار» بمناسبة اليوم الوطني السعودي عام 2014، وأغنية تحمل اسم «الملك سلمان» في عام 2015، وأغنية «حيهم» بمناسبة زيارة الرئيس الأمريكي دونالد ترامب إلى المملكة العربية السعودية لحضور قمة الرياض عام 2017. كما شارك في مهرجان الجنادرية في دورته الثانية والثلاثون في أوبريت «أئمة وملوك» وعدد من الأغاني الأخرى عام 2018.

## مقدمات المسلسلات
غنى كثير من شارات المسلسلات الخليجيه والمصرية:
- (2006): الإختيار الصعب
- (2007): نعم ولا
- (2007): وجه آخر
- (2008): أيوب
- (2011): بوكريم برقبته سبع حريم
- (2011): وجع الإنتصار
- (2011): شوية أمل
- (2012): البلطجي
- (2014): للحب كلمة
- (2015): العم صقر
- (2016): بياعة النخي
- (2017): أغنية «الخذلان» مسلسل قلبي معي
- (2021): برنامج على نياتكم ترزقون
- (2025): ليالي الشميسي
- (2025): دار المنسيين

## تعاوناته الفنية
خلال مسيرة ماجد المهندس الفنية، تعاون ماجد مع العديد من المطربين العراقيين والعرب أمثال قيصر الغناء كاظم الساهر، حسين الجسمي، محمد عبده (مغني)، منصور زايد، راشد الماجد رافق ماجد المهندس زميله المخرج والشاعر فائق حسن حيث اشتهر الثنائي بنجاحاتهم المتتالية.

## الجوائز التي حصل عليها
- لبنان: جائزة الموريكس دور كأفضل مطرب عربي 2013[34]
- السعودية: جائزة الفنان المفضل عن فئة الموسيقى في مهرجان "Joy awards“ 2022[35]

## وصلات خارجية
- ماجد المهندس على موقع IMDb (الإنجليزية)
- ماجد المهندس على موقع قاعدة بيانات الأفلام العربية
- ماجد المهندس على موقع ميوزك برينز (الإنجليزية)
- ماجد المهندس على موقع ديسكوغز (الإنجليزية)
- ماجد المهندس على موقع قاعدة بيانات الفيلم (الإنجليزية)